# Ér, Orba, Ferón y Fergna
Ér, Orba, Ferón y Fergna, los hijos de Eber Finn, fueron, según leyendas irlandesas medievales y tradiciones históricas, conjuntamente Altos reyes de Irlanda durante medio año después de que mataran a sus primos Luigne y Laigne, hijos de Éremón, en la batalla de Árd Ladrann. 
Fueron matados pronto por Íriel Fáid, el hijo de Éremón, en la batalla de Cul Martha en venganza por sus hermanos.

## Datación
Geoffrey Keating fecha su reinado en el 1269 A.C., Los Annals of the Four Masters en el 1681 A.C.